# Томпсон, Мэтт (аниматор)
Мэтт Томпсон — американский мультипликатор и актёр дубляжа, создатель комедийных сериалов «МорЛаб 2021», «Фриски Динго» и «Спецагент Арчер».

## Краткая биография
С 1992 года работал помощником продюсера на Cartoon Network вместе с Адамом Ридом.
В 1993 году предпринимает попытку адаптировать для Cartoon Network программы и мультфильмы для взрослых: так Томпсон и Рид создают шоу «Весёлый полдень» (High Moon Toons), показывая сначала классические «взрослые» мультфильмы — Looney Tunes, «Неуловимый Дроу Макгроу», «Черничный гончий Пёс», «Флинстоуны» и другие мультфильмы Ханна-Барбера. Ведущими телешоу были куклы-ковбои, при том шоу оказалось достаточно пошлое. В 1993—1994 годах Адам Рид и Мэтт Томпсон начали пить и постоянно заявлялись на работу пьяными, спьяну они же создавали новые серии телешоу, так что оно становилось пошлее и пошлее, и Адама Рида чуть не уволили, а телешоу закрыли.
Режиссёром шоу выступил сам Мэтт.
В 1994 году четыре мультипликатора — Адам Рид, Мэтт Томпсон, Мэтт Майелларо и Дейв Уиллис — создают новое комедийное шоу — «Космический призрак». Шоу получилось достаточно удачным, сам сериал имел большую популярность, что просуществовал с 1994 до 2008 года.
Мэтт Томпсон и Адам Рид основали студию 70/30 Productions, где снимали Aqua Teen Hunger Force, «МорЛаб 2021», «Фриски Динго» и «Спецагент Арчер».
В данный момент является исполнительным продюсером сериала «Спецагент Арчер» на телеканале FX с 2009 до 2011 года.

## Фильмография

### Актёр дубляжа
- 2000 — МорЛаб 2021 — Шарко / Торнадо Шэнкс
- 2005 — Поллитровая мышь — Продюсер
- 2006 — Фриски Динго — эпизодические персонажи

### Сценарист
- 1993 — Весёлый полдень, High Moon Toons
- 1994 — Космический призрак, Space Ghost Coast to Coast
- 2000 — МорЛаб 2021, Sealab 2021
- 2006 — Фриски Динго, Frisky Dingo
- 2009 — Спецагент Арчер, Archer

### Режиссёр
- 1993 — Весёлый полдень, High Moon Toons
- 2000 — МорЛаб 2021, Sealab 2021
- 2006 — Фриски Динго, Frisky Dingo
- 2021 — Америка: Фильм, America: The Motion Picture

### Продюсер
- 1994 — Космический призрак — помощник продюсера
- 2000 — Команда Фастфуд — помощник продюсера
- 2000 — МорЛаб 2021
- 2006 — Фриски Динго
- 2009 — Спецагент Арчер